# Molophilus stenacanthus
Molophilus stenacanthus là một loài ruồi trong họ Limoniidae. Chúng phân bố ở miền Australasia.